# William Herbert Hobbs
William Herbert Hobbs, född 2 juli 1864 i Worcester, Massachusetts, död 1953, var en amerikansk geolog, professor.
Hobbs disputerade för doktorsgraden vid Johns Hopkins University i Baltimore 1888, studerade 1888-89 i Heidelberg, Tyskland, var 1889-1906 lärare och professor i geologi och mineralogi vid University of Wisconsin-Madison och 1896-1906 medarbetare vid US Geological Survey och blev 1906 professor i geologi vid University of Michigan i Ann Arbor. Åren 1921-22 var han "utbytesprofessor" i Delft, Nederländerna. Han ägnade sig särskilt åt allmän och dynamisk geologi och utgav såväl många specialundersökningar i vetenskapliga tidskrifter som arbeten om större frågor.
1926-28 genomförde Hobbs en klimatologisk och meteorologisk expedition till Grönland.